# 吉家章人
吉家 章人（よしいえ あきひと、1970年8月6日 - ）は、日本の俳優である。旧芸名：吉家明仁（読み名同じ）。所属事務所はフリップアップ。神奈川県横浜市出身。フジテレビジョンの公開オーディション番組『ゴールド・ラッシュ!』にて第5代チャンピオンに選ばれデビューする。

## 出演

### 映画
- 金融腐蝕列島〔呪縛〕 - 塩谷弁護士役
- 監禁逃亡 略奪愛
- 地獄 - 折沢役
- 富江・最終章 - スカウトマン役
- ねこのひげ
- バウンス ko GALS - ヤマ役
- 6週間〜プライヴェートモーメント〜 - 平井マネージャー役
- ロスト・バイ・デッド - 悟史役
- CASSHERN
- JAZZ（主演）
- 「PAIN／ペイン」 - 坂本義弥スカウトマン役（準主役）
- TOKYO Noir「BIRTHDAY」
- ビートキッズ
- Strange Circus 奇妙なサーカス - 園子温監督
- シン・ゴジラ（2016年） ‐ 鮫島部長[1]
- 隣人X（2023年）-施設長 鎌田

### テレビドラマ
- 風たちの遺言（1995年、CBC） - レギュラー
- 外科医柊又三郎（1995年、ANB）
- 彼（1997年、CX） - 6、7、10話ゲスト出演
- ちゅらさん（2001年、NHK）
- プリティガール（2002年、TBS）
- MOTO STREET （スカパー282ch EX SPORT）
- あしたの、喜多善男（2008年、CX） - 矢井田 役
- ゴーストフレンズ 第5話（2009年4月、NHK）- 渡井 役
- ゴッドハンド輝 第1話（2009年4月11日、TBS） - レスキュー隊員 役
- MW-ムウ- 第0章 〜悪魔のゲーム〜（2009年6月、日本テレビ）
- 曲げられない女 第1・3話ゲスト （2010年1月、日本テレビ）
- 不毛地帯（2010年3月、フジテレビ）- 壱岐の秘書 役
- チーム・バチスタ2 ジェネラル・ルージュの凱旋（2010年4 - 6月、フジテレビ） - 岡村智 秘書 役
- ハガネの女（2010年5月 - 、テレビ朝日） - 桑沢健吾 役
- LADY〜最後の犯罪プロファイル〜（2011年1月 - 3月、TBS） - 久保田公一 役
- 僕とスターの99日 第1話（2011年10月23日、フジテレビ） - 佐藤 役
- Strangers 6（2012年1月 - 、WOWOW） - 松川寛之 役
- VISION-殺しが見える女-（2012年7 - 9月、読売テレビ） - 秋山大介 役
- 宮部みゆきミステリー パーフェクト・ブルー（2012年10 - 12月、TBS） - 鹿沼暁 役
- 空飛ぶ広報室（2013年4月 - 6月、TBS） - 大藪泰和 役
- 刑事のまなざし（2013年10月 - 12月、TBS） - 西晴彦 役
- 死神くん 最終話（2014年6月20日、テレビ朝日） - 早田 役
- アイアングランマ (2015年1月10日 - 2月14日、NHK BSプレミアム) - 工作員 役
- アルジャーノンに花束を （2015年、TBS）
- 人形佐七捕物帳 第7話（2017年1月1日、BSジャパン） - 太助 役
- 冬芽の人（2017年4月5日、テレビ東京） - 石塚刑事 役
- ユニバーサル広告社シリーズ（2017年、テレビ東京） - 辻口久雄
- 正義のセ 第6話（2018年5月16日、日本テレビ） - 多田隆夫 役
- 庶務行員 多加賀主水が許さない5（2020年） ‐ 里村恭介 役
- どうする家康 第42回（2023年11月5日、NHK） - 大久保忠益 役

### WEBドラマ
- アカネ色ノ夢
- A BLACK UMBRELLA Part.1
- A BLACK UMBRELLA Part.2
- サクラ咲く頃に - 大木亮役（主演）

### ショートフィルム
- まばたき

### CM
- パナソニック「Let's note06'」
- マクドナルド・月見バーガー
- モービル石油
- 新潟テレサービス

### PV
- ありましの「花の種」
- YAMAHAマグザム
- YAMAHAドラッグスター 05'
- YAMAHAドラッグスター 06'

### 舞台
- こころゆくまで（二人芝居） - 作：門肇　演出：星川宇宙
- グレイッシュとモモ準主役 - 作・演出：酒井晴人
- カラフル - 作・演出：酒井晴人（文部省「子供と話そう」推薦事業作品）（準主役）
- 結婚したくない男と女 - 演出：野沢那智（準主役）
- 火の鳥 - 演出：マキノノゾミ（主催 朝日放送）
- 大岡越前（明治座公演）
- シアタースポーツ（即興劇） - カナダ大使館公演